# Acacia multispicata
Acacia multispicata é uma espécie de leguminosa do gênero Acacia, pertencente à família Fabaceae.